# Велле, Гораций Аркадьевич
Гораций Аркадьевич Велле (15 (2) апреля 1909, Санкт-Петербург — 11 мая 1975, Москва) — русский и французский переводчик и писатель. 

## Биография
Был вывезен родителями в эмиграцию, в 1931 году в Париже окончил институт гражданских инженеров. В 1933—1935 годах посещал лекции литературного факультета Парижского университета.
Во время Второй мировой войны сражался в отряде маки. Знакомая с ним Нина Кривошеина вспоминала: Слушая Горация, можно было подумать, что они, собственно, одни и руководили во Франции движением Сопротивления. Удивительный сам он был Хлестаков, пускал в Ульяновске всем пыль в глаза: он, мол, и писатель, и герой. Любимый рассказ его был, как он вдвоем с Юрой [сын], которому тогда было 18 лет, освободили в 1944 г. от немцев город Ля-Рошель.
Переводил русскую классику на французский язык («Вечер накануне Ивана Купала» Н. В. Гоголя, «Дубровский» А. С. Пушкина, «Живой труп» Л. Н. Толстого), написал книгу на французском языке «Буханочки» о советских партизанах.
В 1949 году с семьёй прибыл в СССР, с 1950 года по 1955 год жил в Ульяновске. В Ульяновске был напечатан его первый рассказ на русском языке «Зелёный билет» (альманах «Литературный Ульяновск» № 4, 1951). В 1953 году после инсульта был частично парализован.
Первым перевёл на русский книгу «Планета людей» Антуана Сент-Экзюпери, с которым был лично знаком. В 1956 году в сборнике творчества французских писателей «Стальной цветок» была опубликована одна глава этого перевода, полностью он был издан в 1957 году.
Также перевёл на русский книгу Эммануэля д’Астье «Боги и люди», перевод был издан в 1962 году.
Перевёл на русский книгу «Сент-Экзюпери» Марселя Мижо, которая в 1963 году была издана в серии «Жизнь замечательных людей» издательством «Молодая гвардия».

## Переводы
- Пино, К. Сказка о рае : сказка [печатный текст] / Пино, Кристиан, Автор (Author); Велле, Гораций Аркадьевич , Переводчик (Translator). - [s.d.]. - С. 350 - 352: ил. // Рукопись, зарытая в саду Эдема : сборник [печатный текст] / Полторацкая, Наталья Ильинична, Составитель (Compiler); Мартусевич, Владимир Б., Художник (Artist); Дмитриева, Н. Н., Технический редактор, типограф (Typographer); Балахонов, Виктор Евгеньевич, Автор предисловия и т.п. (Author of introduction, etc.). - Ленинград : Лениздат, 1989.- ISBN 5-289-00450-5
- Верн, Ж. В погоне за метеором. Драма в Лифляндии : романы: 12+ [печатный текст] / Верн, Жюль Габриэль, Автор (Author); Ру, Жорж, Иллюстратор (Illustrator); Бенетт, Леон, Иллюстратор (Illustrator); Велле, Гораций Аркадьевич , Переводчик (Translator); Вальдман, Вера Семёновна, Переводчик (Translator). - Москва : Издательский дом "Вече", [2019]. - 510, [2] с.: портр., ил., орнаменты; 21 см. - (Мастера приключений) .- На обороте титульного листа: 12+ (Знак информационной продукции согласно Федеральному закону ФЗ-№436 от 29.12.2010 г.) . - ISBN 978-5-448-41430-5[3]